# 第一学历
第一学历是指个人在高等教育体制中获得的第一份学历。在中国大陆，通常是单位招聘人员的依据。由此产生的第一学历歧视，是中国社会普遍存在的歧视之一。
中国社会认可的“第一学历”，指由中国教育部认可的全日制普通高等学校颁发的文凭。函大、夜大、电大、网络教育、非学历教育文凭不被认可。第一学历歧视亦对全日制普通高等学校进行区分，其中又有对非985、211高校的歧视。第一学历若不被认可，个人接受专升本、研究生、博士生教育后所获得的文凭，亦不被认可。当然这种现象显然不太公正，但在中国当前的就业形势下，强调第一学历的情况还会继续。